# أويكيات
أويكيات (الاسم العلمي: Aethia) هي جنس يتألف من أربعة أويكات صغيرة (85-300غ) تتوطن في شمال المحيط الهادئ وبحر بيرنغ وبحر أوخوتسك وبين بعض الطيور البحرية الأكثر وفرة في أمريكا الشمالية. لا تزال العلاقات بين الأويكات الأربعة الحقيقية غير واضحة. تتعرض الأويكات للتهديد من قبل الأنواع الغازية مثل الثعالب القطبية (Alopex lagopus) والجرذان البنية (Rattus norvegicus) بسبب ارتفاع درجة استعمارها.

## الأنواع
هناك أربعة أنواع تنتمي إلى جنس الأويكيات.
| الصورة | الاسم العلمي       | الاسم الشائع | التوزيع                                      |
| ------ | ------------------ | ------------ | -------------------------------------------- |
|        | Aethia pusilla     | أويك صغير    | ألاسكا وسيبيريا                              |
|        | Aethia cristatella | أويك أعرف    | شمال المحيط الهادئ وبحر برينغ                |
|        | Aethia pygmaea     | أويك مشورب   | جزر ألوتيان وبعض الجزر الواقعة قبالة سيبيريا |
|        | Aethia psittacula  | ببغاء الأويك | ألاسكا، شبه جزيرة كامشاتكا وسيبيريا          |